# Умиров, Чори
Чори Умиров (узб. Chori Umirov, также известен как Чори бахши Умиров (узб. Chori baxshi Umirov); 28 февраля 1938, село Етимкудук, Дехканабадский район, Кашкадарьинская область, Узбекская ССР, СССР — 4 мая 2024, Узбекистан) — советский, узбекский певец, бахши. Народный бахши Республики Узбекистан (2017).

## Биография
Чори Умиров родился 28 февраля 1938 года в селе Етимкудук Дехканабадского района Кашкадарьинской области в семье потомственного бахши. Его отец Умир Сафар оглы, основатель шерабадской школы бахши, и дед были поэтами-бахши, известными как в своём регионе, так и за пределами республики. В 10—12 лет Чори, под руководством своего отца, освоил игру на домбре, а в возрасте 15—16 лет уже самостоятельно исполнял народные песни и дастаны. 
В 1956 году получил среднее образование и с 1957 года начал работать учителем в средних школах №37 и №1 Дехканабадского района, проработал в школе до 1969 года. В 1978 году Чори Умиров организовал передачи об искусстве бахши на республиканском радио, а в 1979 году впервые выступил на республиканском телевидении. 
Репертуар Умирова состоял из более 30 дастанов и 100 терм. В 2011 году издательством «Насаф» был опубликован сборник стихотворений «Устоз бахшининг дуоси», в который вошли 30 произведений поэта. Дастаны «Рождение и юность Амира Темура» (2004), «Победитель» (2010), «Молитвы мастера бахши» (2011) также были изданы издательством «Насаф». В 2014 году в издательстве «Тафаккур» увидел свет эпос «Алп Кунгиротбек», относящийся к циклу «Алпамыш».
Скончался 4 мая 2024 года.

## Награды
- Народный бахши Республики Узбекистан (2017).